# Tiigiveski jalgpalliväljak
Tiigiveski jalgpalliväljak – nieistniejący już stadion piłkarski w Tallinnie, stolicy Estonii. Został otwarty w 1913 roku i należał do Towarzystwa Sportowego Kalev. Położony był nad nieistniejącą już rzeką Härjapea. W 1921 roku dwa spotkania na obiekcie rozegrała piłkarska reprezentacja Estonii (22 lipca ze Szwecją – 0:0 i 28 sierpnia z Finlandią – 0:3). Były to kolejno 2. i 3. spotkania reprezentacji Estonii w historii i dwa pierwsze rozegrane na własnym terenie. Jeszcze w 1921 roku zakazano jednak na boisku wszelkich aktywności sportowych z powodu hałasu, który przeszkadzał pacjentom pobliskiego szpitala. Obecnie po dawnym boisku nie ma już śladu, a na jego terenie mieści się niewielki park, obok powstały także dwie hale sportowe.